# Richard Pococke

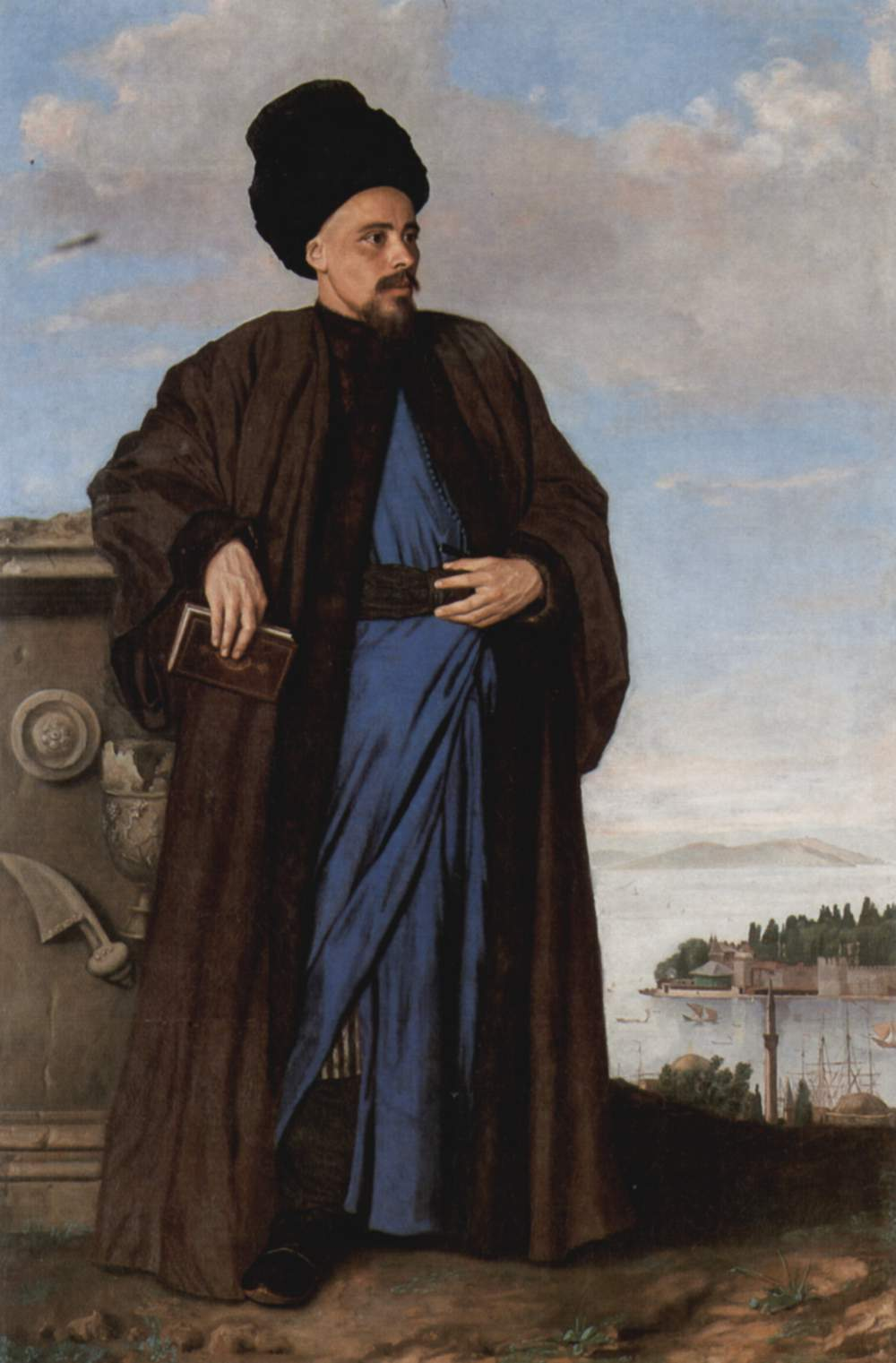
Richard Pococke sportretowany przez Jean-Étienne Liotarda.

Richard Pococke (19 listopada 1704 - 25 września 1765), angielski duchowny i podróżnik. Urodzony w Southampton.
Podczas swojej podróży do Egiptu jako pierwszy sporządził on w 1738 roku plan Doliny Królów.